# Józef Ćwiertniak

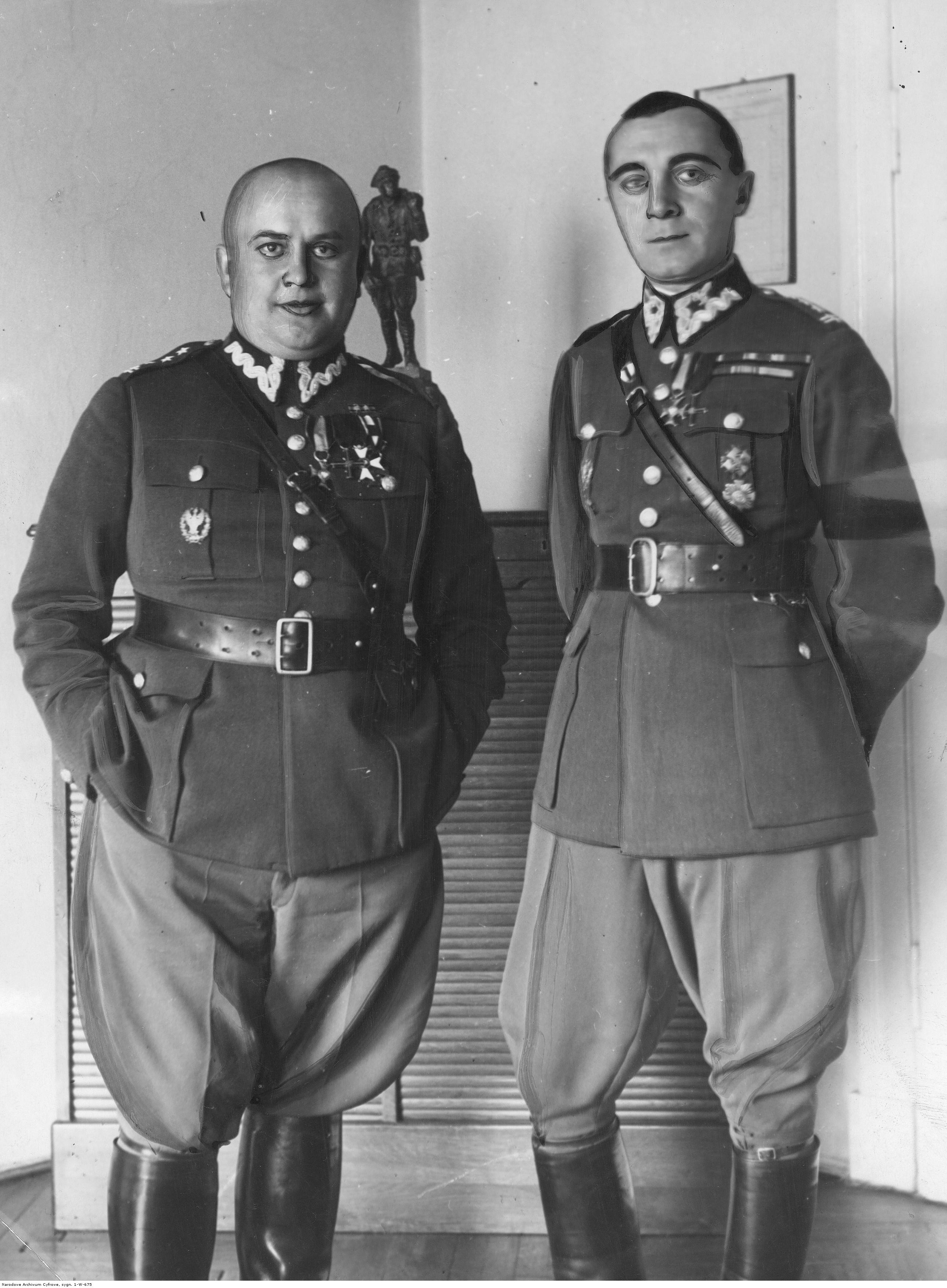
Nowo mianowany szef Departamentu Piechoty w MSWojsk. płk dypl. Kazimierz Janicki i ustępujący szef tego departamentu płk dypl. Józef Ćwiertniak (z lewej); czerwiec 1932.

Józef Stefan Ćwiertniak (ur. 7 września 1896 w Dobczycach, zm. 21 września 1939 w Hołosku) – pułkownik dyplomowany piechoty Wojska Polskiego, działacz niepodległościowy, kawaler Orderu Virtuti Militari.

## Życiorys
Urodził się 7 września 1896 w Dobczycach, w ówczesnym powiecie wielickim Królestwa Galicji i Lodomerii, w rodzinie Tomasza, zarządcy dóbr ziemskich, i Wiktorii z Matusików. W latach 1907–1914 uczył się w c. i k. Gimnazjum w Wadowicach. Należał do skautingu, a od 1912 także do Związku Strzeleckiego, w którym ukończył szkołę podoficerską. Był dowódcą I Wadowickiej Drużyny Skautowej.
Jako członek Strzelca wyruszył w składzie 1 kompanii z Wadowic do Bochni, gdzie został wcielony do 2 pułku piechoty Legionów Polskich. Marian Porwit, kolega pułkowy, dał świadectwo jego postawie w czasie bitwy pod Rafajłową „(...) Właściwe pokierowanie tym ogniem co do odległości (celownika), celu i rodzaju ognia – to zasługa chorążego Józefa Ćwiertniaka, który przyszedł w ślad za plutonem, objął komendę i wydał stosowne rozkazy, stojąc poza okopem nieczuły na rosyjskie pociski. (...) zerkałem z podziwem w stronę niedużej wzrostem, ale wspaniałej wtedy postaci chorążego Ćwiertniaka. Uradowałem się, przeczytawszy po 68 latach jego nazwisko w rozkazie pochwalnym pułkownika Hallera, gdy niedługo objął komendę Grupy. Wyniósł Ćwiertniak z tej walki ranę – mówi mi pamięć. Nie mam możności sprawdzenia. To Ty elektryzowałeś nas w nocnym ogniu na tyły rosyjskiego wypadu swymi komendami, nieżyjący już Serdeczny Kolego!” 10 listopada 1914 w swoim gimnazjum złożył wojenną maturę. Służbę wojskową kontynuował w 3 pułku piechoty Legionów. W czasie służby awansował kolejno na stopień: chorążego (20 października 1914), podporucznika (25 czerwca 1915) i porucznika (1 listopada 1916). Latem 1917, po kryzysie przysięgowym, był internowany w Chust i Marmarosz-Sziget.
W latach 1918–1919 pełnił służbę w Oddziale VIII Geograficznym Sztabu Generalnego na stanowisku szefa Sekcji Geograficzno-Statystycznej. W maju 1919 przeniesiony został z Departamentu I Ministerstwa Spraw Wojskowych do Inspektoratu Szkół Wojskowych i wyznaczony na stanowisko dowódcy batalionu w szkole podoficerskiej w Dęblinie. 2 stycznia 1920 rozpoczął naukę na II Kursie Wojennej Szkoły Sztabu Generalnego. W połowie kwietnia 1920 skierowany został na front wojny z bolszewikami celem odbycia praktyki sztabowej w dowództwie 1 Armii. 15 lipca 1920 został zatwierdzony z dniem 1 kwietnia 1920 w stopniu majora, w piechocie, „w grupie byłych Legionów Polskich”. W okresie od stycznia do września 1921 kontynuował naukę w WSWoj. 3 maja 1922 został zweryfikowany w stopniu majora ze starszeństwem z dniem 1 czerwca 1919 i 156. lokatą w korpusie oficerów piechoty. Po ukończeniu szkoły przydzielony został do Oddziału III Sztabu Generalnego WP i wyznaczony na stanowisko szefa Wydziału II Szkół Wojskowych. W tym czasie pozostawał na ewidencji 3 pp Leg. 31 marca 1924 został mianowany podpułkownikiem ze starszeństwem z dniem 1 lipca 1923 i 66. lokatą w korpusie oficerów piechoty. W 1924 został wykładowcą w Doświadczalnym Centrum Wyszkolenia w Rembertowie, którego komendantem był gen. bryg. Rudolf Prich.
20 października 1926 przeniesiony został do 62 pułku piechoty w Bydgoszczy na stanowisko zastępcy dowódcy pułku. 31 marca 1927 ogłoszono jego przeniesienie do 12 pułku piechoty w Wadowicach na stanowisko dowódcy pułku. 26 lutego 1929 mianowany szefem Departamentu Piechoty Ministerstwa Spraw Wojskowych w Warszawie. 1 stycznia 1929 Prezydent RP Ignacy Mościcki awansował go na pułkownika ze starszeństwem z dniem 1 stycznia 1929 i 11. lokatą w korpusie oficerów piechoty. Na tym stanowisku ujednolicił i unowocześnił uzbrojenie piechoty oraz, przy poparciu gen. bryg. Kazimierza Fabrycego, doprowadził do powstania Centrum Wyszkolenia Piechoty. W połowie 1932 obowiązki szefa departamentu przekazał płk dypl. Kazimierzowi Bogumiłowi Janickiemu i objął wakujące stanowisko dowódcy piechoty dywizyjnej 29 Dywizji Piechoty w Grodnie, którą w tym czasie dowodził gen. bryg. Franciszek Kleeberg. W czerwcu 1934 został przeniesiony do 6 Dywizji Piechoty w Krakowie na stanowisko dowódcy piechoty dywizyjnej.
28 stycznia 1938 został mianowany dowódcą 13 Kresowej Dywizji Piechoty w Równem. W maju 1939 ówczesny płk dypl. Stefan Rowecki scharakteryzował swojego starszego kolegę w sposób następujący „przeszłość bojowo-liniowa nie wyróżniająca. Bardzo dobry był jako szef Departamentu Piechoty Ministerstwa Spraw Wojskowych. Ruszył moc zagadnień i spraw piechoty z miejsca. Obecnie bardzo się roztył. Podobno jako dowódca dywizji – słaby. Kiepsko wypadł na manewrach wołyńskich 1938”.
W dniach 14–15 sierpnia 1939 przeprowadził mobilizację alarmową swojej dywizji, która została przetransportowana na Pomorze i włączona w skład Korpusu Interwencyjnego. Według Jerzego Kirchmayera „po kilku dniach pobytu na Pomorzu złożył pisemny meldunek dość nieoczekiwanej treści. Mianowicie prosił w nim Naczelnego Wodza, drogą służbową przez gen. Skwarczyńskiego i gen. Bortnowskiego, o zwolnienie go ze stanowiska dowódcy dywizji, gdyż w obliczu oczekujących nas groźnych wypadków nie czuje się na siłach – ze względu na zły stan zdrowia (serce) – dowodzić dywizją w polu. Meldunek był napisany wzruszająco, niemniej jednak robił niedobre wrażenie. Jakoś zbyt późno pułkownik, zresztą dobrze i z dobrej strony znany w naszym wojsku, zdecydował odsunąć się od dowodzenia. Śmigły przychylnie załatwił prośbę i dowództwo 13 DP objął dotychczasowy dowódca piechoty dywizyjnej, płk dypl. Władysław Kaliński”. W ocenie Mariana Romeyki rezygnację z dowodzenia dywizją należy „uznać za bardzo uczciwe”. Ze stanowiska dowódcy 13 DP został zwolniony 30 sierpnia 1939 zarządzeniem prezydenta RP, z jednoczesnym pozostawieniem w dotychczasowym garnizonie (Równe).
W nocy z 20 na 21 września 1939 popełnił samobójstwo w miejscowości Hołosko (obecnie dzielnica Lwowa).

## Ordery i odznaczenia
- Krzyż Srebrny Orderu Wojskowego Virtuti Militari nr 7347 – 17 maja 1922[29]
- Krzyż Niepodległości – 6 czerwca 1931 „za pracę w dziele odzyskania niepodległości”[30]
- Krzyż Oficerski Orderu Odrodzenia Polski – 8 listopada 1930 „za zasługi na polu organizacji i wyszkolenia wojska”[31]
- Krzyż Walecznych czterokrotnie[8]
- Złoty Krzyż Zasługi po raz pierwszy – 10 listopada 1928 „w uznaniu zasług, położonych na polu pracy w poszczególnych działach wojskowości”[32][33]
- Złoty Krzyż Zasługi po raz drugi – 18 lutego 1939 „za zasługi na polu pracy społecznej”[34])
- Medal Pamiątkowy za Wojnę 1918–1921[8]
- Medal Dziesięciolecia Odzyskanej Niepodległości[8]
- Odznaka Pamiątkowa Więźniów Ideowych[5]